# Jamajka
Jamajka (ang. Jamaica) – wyspa i państwo na Morzu Karaibskim w archipelagu Wielkich Antyli, położone na południe od Kuby i na zachód od Haiti.

## Geografia
Jamajka leży na Morzu Karaibskim na południe od Kuby. Wyspa o powierzchni 10 991 km² jest trzecią pod względem wielkości wyspą na Karaibach (po Kubie i Haiti). Rozciąga się 235 km od cypla Morant Point na wschodzie po Negril na zachodzie, a w najszerszym miejscu ma 82 km .
Ponad połowa wyspy wznosi się ponad 300 m n.p.m.  Najwyższym szczytem jest Blue Mountain Peak (2256 m n.p.m.).
Geolodzy są zdania, że Jamajka i sąsiadujące z nią wyspy na Morzu Karaibskim powstały miliony lat temu wskutek wypiętrzenia dawnych terenów wulkanicznych. Niższe tereny wokół wierzchołków wyłoniły się ok. 30 mln lat temu. Dwie trzecie wyspy nadal pokrywa czapa białego wapienia, będącego pozostałością szkieletów morskich organizmów. Proces kształtowania się tego obszaru osiągnął punkt kulminacyjny ok. 20 mln lat temu wraz z powstaniem wyspy. Cockpit Country oraz niezliczone jaskinie zdradzają oceaniczne pochodzenie wyspy. Zaliczają się do nich Twin Sisters na wybrzeżu Hellshire niedaleko Kingston oraz szereg pieczar w rejonie Cockpit, zwanych Windsor Cave, które ciągną się przez niemal 3 km.

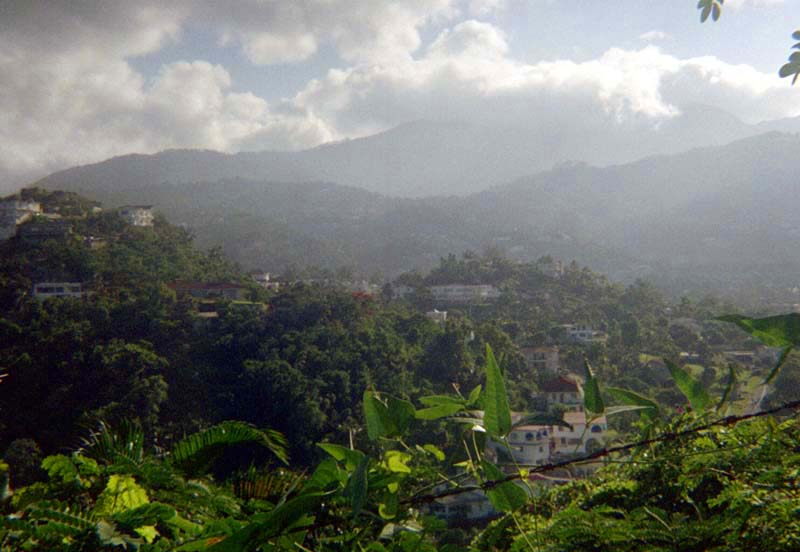
Blue Mountains

Kiedy na wyspę przybyli Europejczycy, jedynymi miejscowymi owocami były: gwajawa, ananas, jabłko cukrowe i caimito. Większość obecnie uprawianych tu roślin została sprowadzona przez ludzi. Europejczycy dali początek plantacjom trzciny cukrowej, bananów i owoców cytrusowych. W XVII w. kupcy hiszpańscy przywieźli z Malezji orzechy kokosowe. Stanowiący podstawę jamajskiego śniadania owoc ackee został sprowadzony na statkach niewolniczych z Afryki Zachodniej w 1778 r. Drzewo pimentowe, z którego pozyskuje się ziele angielskie, jest rośliną miejscową, podobnie jak mahoe – narodowe drzewo jamajskie. Narodowym kwiatem jest kwitnący na fioletowo gwajakowiec. Na wyspie zidentyfikowano blisko 3 tys. odmian roślin kwitnących. Wyłącznie na Jamajce występuje ok. 800 z nich, w tym 550 gatunków paproci, 200 storczykowatych oraz 60 bromeliowatych, zwanych tu dziką sosną. Całą wyspę bujnie porasta przywieziony z Chin bambus.
Na Jamajce mieszkają szczury oraz polujące na nie mangusty, sprowadzone przez XIX-wiecznych plantatorów. Charakterystycznym gryzoniem jest rzadko występująca nocohutia jamajska . Najliczniej występującymi ssakami są nietoperze . Spokojne wody na południowym i wschodnim wybrzeżu zamieszkuje natomiast ogromny i łagodny manat, który stał się inspiracją legend o syrenach. Zmniejsza się liczba krokodyli. Wszechobecny gekon kontroluje populację insektów. Na wzgórzach Hellshire nadal żyje ok. 100 wielkich jamajskich legwanów, które przez długi czas uważano za wymarłe. Na wyspie występują nieliczne pająki. Spotkać tu można ponad 200 gatunków ptaków, w tym 25 endemicznych. Narodowy ptak, doctor bird (koliber czarnogłowy), występuje wyłącznie na Jamajce i buszuje po wyspowych ogrodach kwiatowych. W lasach żyją jaskrawożółte, pomarańczowe i zielone papugi. Urubu (sępniki) różowogłowe przetrząsają śmietniki i żywią się padliną.
Jamajka ma klimat równikowy wilgotny – pory roku nie występują, a roczna średnia temperatura wynosi ok. 27 °C na wybrzeżu, spadając do 20 i nieco poniżej w wyższych partiach gór. Na szczytach Gór Błękitnych z rzadka mogą występować warunki „polarne” z temperaturą poniżej 10 °C.
Ponad 2,7 mln mieszkańców wyspy to ludzie pochodzenia: afrykańskiego, arabskiego, indiańskiego, europejskiego, która dała początek narodowemu mottu: „Z wielu narodów – jeden” (ang. Out of Many One People).

## Historia

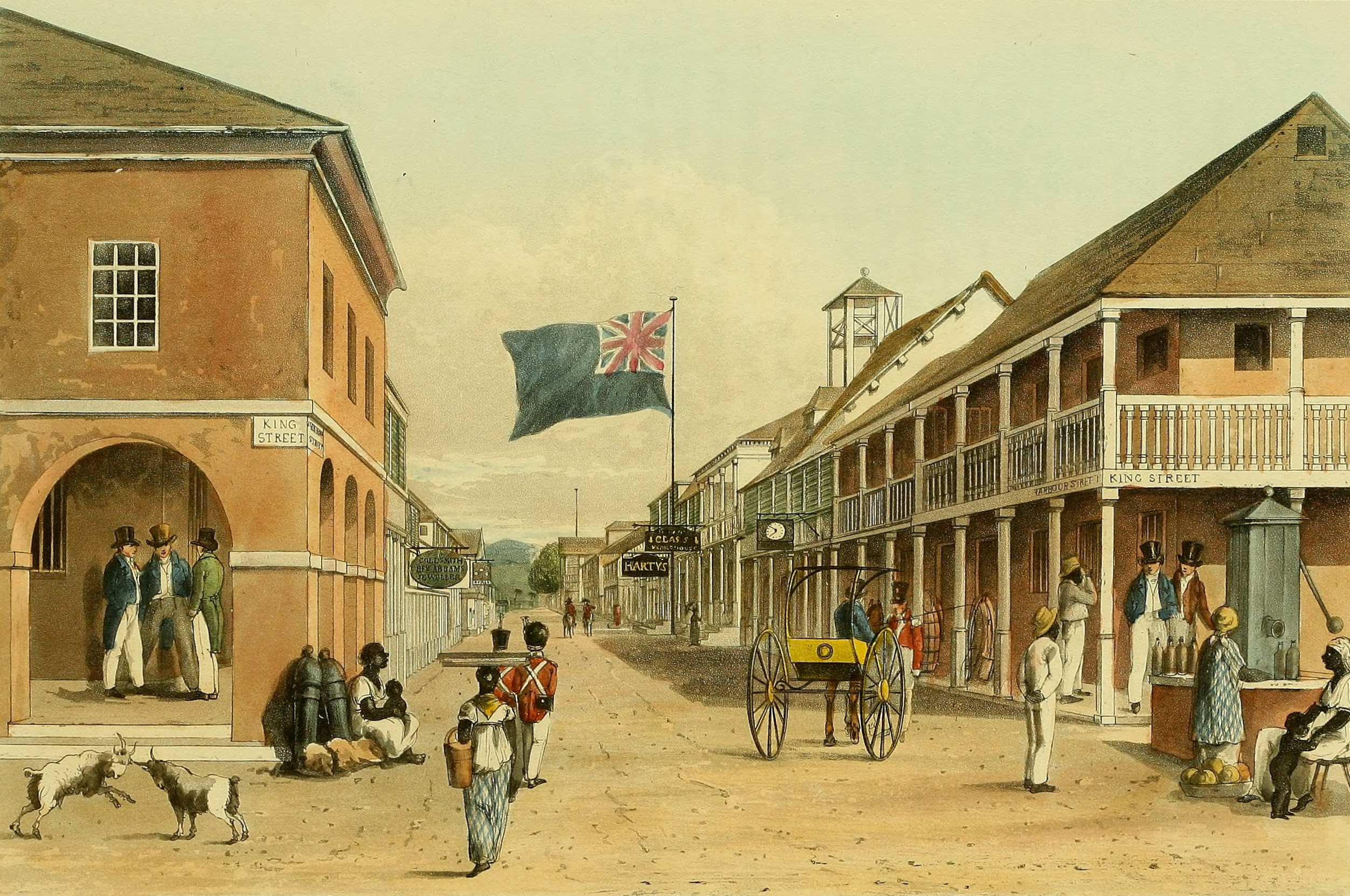
Kingston, 1820

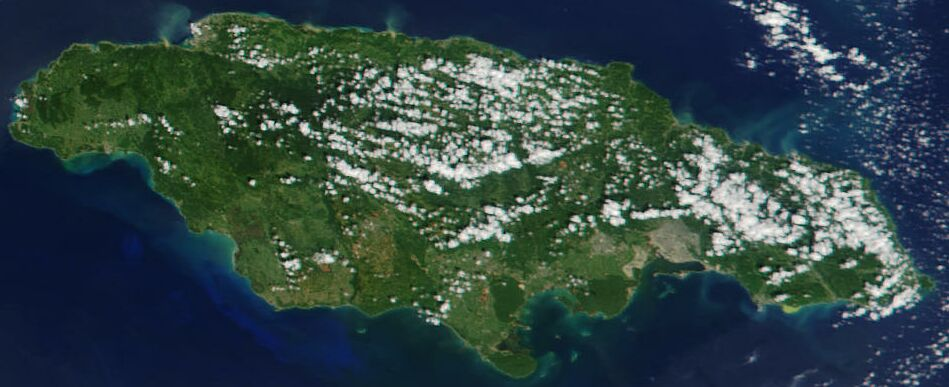
Zdjęcie satelitarne Jamajki z listopada 2001

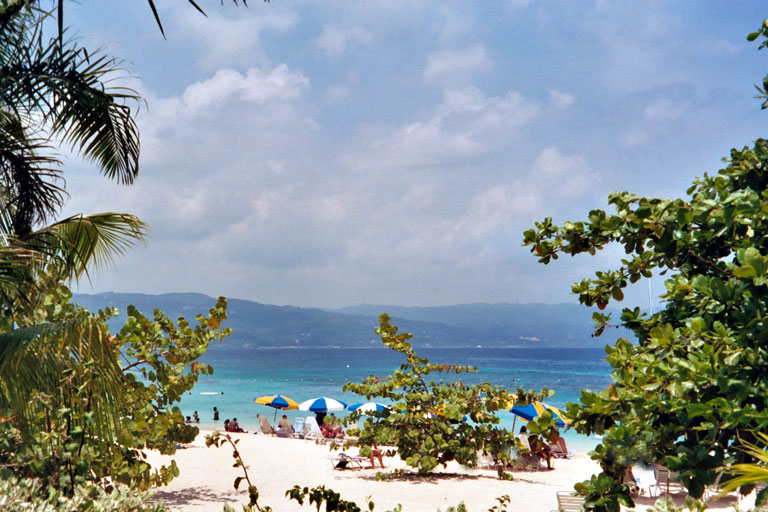
Morze Karaibskie

W okresie prekolumbijskim zamieszkiwana przez Arawaków. W 1494 roku odkrył ją dla Europy Krzysztof Kolumb. Na początku XVI wieku skolonializowana przez Hiszpanię. W 1655 roku zajęta przez Anglików. Do końca XVIII wieku przeżywała okres świetności jako kolonia cukrownicza, centrum handlu niewolnikami i siedziba piratów rabujących posiadłości hiszpańskie (ich siedziba Port Royal była najbogatszym i najbardziej znanym miastem Nowego Świata). Po wymarciu Indian władze kolonialne sprowadzały na wyspę czarnoskórych niewolników. W połowie XVIII wieku czarnoskórzy stanowili już 89% mieszkańców wyspy. Zbiegli niewolnicy tworzyli w górach wolne enklawy. Spośród nich wyłoniła się odrębna grupa etniczna, Maroni. Powstania niewolników, do których doszło w połowie XVIII i w pierwszej połowie XIX wieku, przyczyniły się do przyśpieszenia abolicji niewolnictwa (1838). Abolicja nie przyczyniła się do znaczniejszej poprawy warunków ekonomicznych mieszkańców. W 1865 roku w Morant Bay wybuchł bunt ludności czarnoskórej motywowany pogarszającymi się warunkami życia. Brytyjskie władze w odwecie za bunt zlikwidowały lokalny samorząd i przekształciły wyspę w kolonię Korony. W pierwszej połowie XX wieku rosło przeludnienie kraju i emigracja zarobkowa (przede wszystkim do Stanów Zjednoczonych, na Kubę i do państw Ameryki Środkowej). Po 1918 roku zwiększyło się uzależnienie gospodarcze wyspy od Stanów Zjednoczonych (szczególnie poprzez działalność United Fruit Company).
Niepokoje społeczne i fala strajków, która w latach 1935–1939 roku objęła brytyjskie Karaiby, odbiła się głośnym echem na Jamajce. Na popularności przybrały hasła murzyńskiego nacjonalizmu głoszone przez Marcusa Garveya. Nacjonaliści żądali rozszerzenia prawa wyborczego i zwiększenia autonomii. W 1938 roku powstały pierwsze związki zawodowe, których organizacji podjął się Alexander Bustamante. W tym samym roku utworzona została pierwsza partia socjaldemokratyczna, Ludowa Partia Narodowa (PNP) z Normanem Manleyem jako przewodniczącym. W 1943 roku ze związków Bustamante wyłoniła się konserwatywna Jamajska Partia Pracy (JLP). W 1944 roku nadano wyspie samorząd, odbyły się pierwsze wybory powszechne do Izby Reprezentantów. Zwycięstwo w 1944 i 1949 roku odnieśli konserwatyści z JLP. W 1955 roku władzę objęła PNP. W latach 50. eksploatacja dużych złóż boksytów, reforma rolna oraz rozbudowa infrastruktury turystycznej i przemysłu mechanicznego przyczyniły się do szybkiego rozwoju gospodarczego. Problemem pozostawało wysokie bezrobocie stanowiące powód emigracji mieszkańców do Wielkiej Brytanii i Stanów Zjednoczonych.
W latach 1958–1962 kraj był częścią Federacji Indii Zachodnich. W 1959 roku jako pierwsza brytyjska kolonia w regionie otrzymał pełną autonomię wewnętrzną. Po referendum w 1961 roku Jamajka wystąpiła z federacji, a rok później proklamowała niepodległość jako członek brytyjskiej Wspólnoty Narodów. W latach 1962–1972 istniały rządy konserwatystów popierające wolny rynek i bliskie relacje z USA. W latach 1972–1980 rządził PNP z premierem Michaelem Manleyem (syn założyciela partii). Manley od 1974 roku realizował program tzw. socjalizmu demokratycznego (w tym reforma rolna, nacjonalizacja części przemysłu, kontrola kapitału zagranicznego). Nastąpiło zbliżenie z rewolucyjną Kubą. Radykalne reformy spowodowały konflikt z Międzynarodowym Funduszem Walutowym i odpływ kapitału zagranicznego, a w rezultacie załamanie gospodarcze. W 1980 roku wybory wygrali opozycyjni konserwatyści, a premierem został Edward Seaga. Prowadził on liberalną gospodarkę i wprowadził drastyczne oszczędności. W polityce zagranicznej utrzymywał ścisłe kontakty ze Stanami Zjednoczonymi. Po krótkim okresie prosperity nastąpiło kolejne załamanie. W 1988 roku na wyspiarskie państwo uderzył Huragan Gilbert. W 1989 roku do władzy powrócili socjaldemokraci i Manley. Tym razem PNP zdecydowało się kontynuować politykę rządów konserwatywnych. Postawy rządzących socjaldemokratów nie zmienił również Percival James Patterson, będący następcą Manleya.

## Ustrój polityczny
Monarchia konstytucyjna; głową państwa jest Karol III reprezentowany przez gubernatora generalnego 2-izbowy parlament – Senat (21 miejsc), Izba Reprezentantów (60 miejsc).

## Wybory parlamentarne
W wyborach parlamentarnych w 2007 wygrała konserwatywna Partia Pracy Jamajki (Jamaica Labour Party), zdobywając 31 miejsc w Izbie Reprezentantów. Rządząca dotychczas centrolewicowa Ludowa Partia Narodowa (People’s National Party) otrzymała 29 miejsc w parlamencie.

## Podział administracyjny
Jamajka jest podzielona na 3 hrabstwa, a te na 14 regionów (parishes).

## Demografia

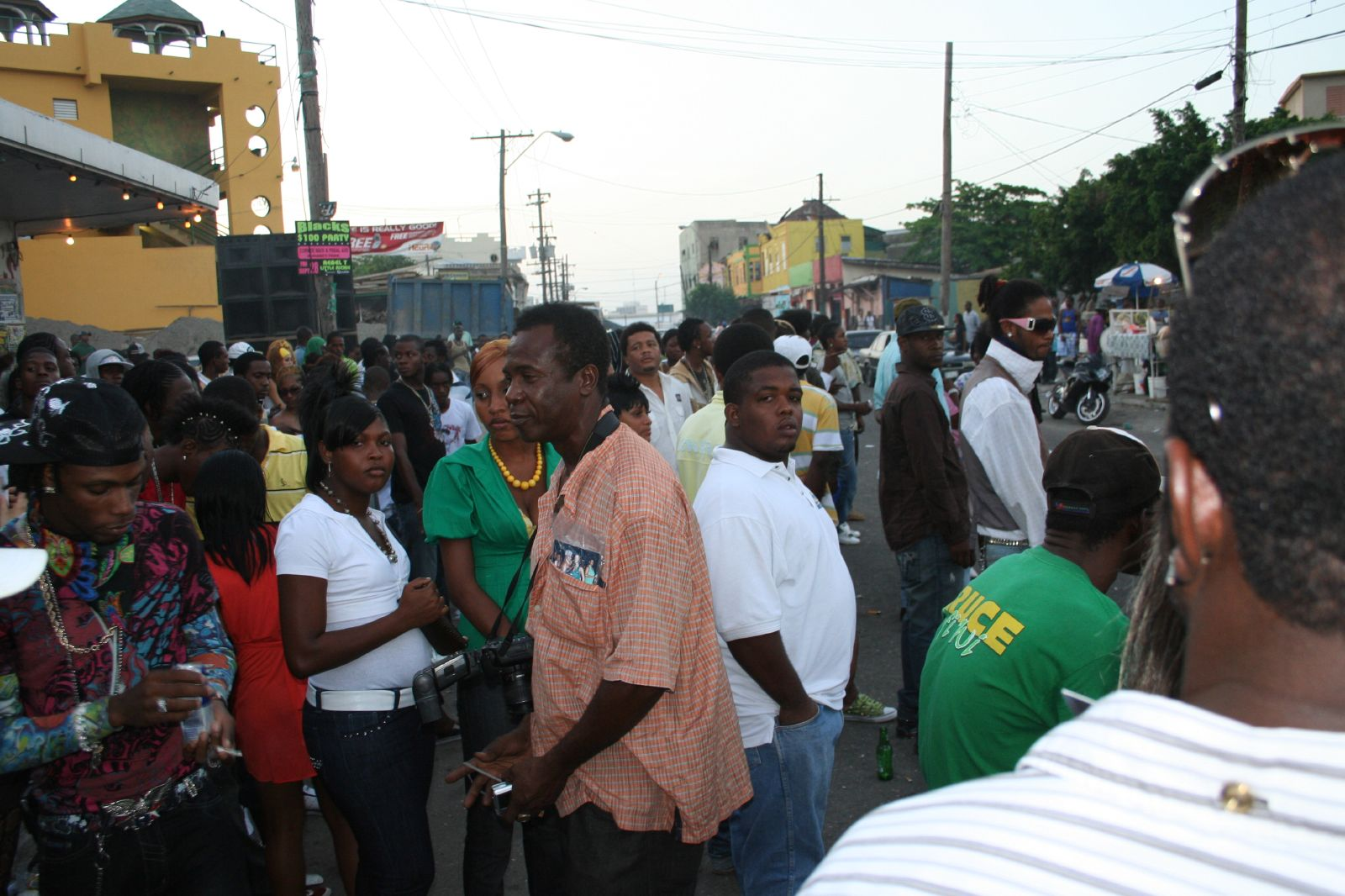
Kingston

Do pracy niewolniczej już od 1513 roku przywożono na wyspę mieszkańców Afryki subsaharyjskiej. W 1655 roku nie było już na Jamajce rdzennych indiańskich mieszkańców. Po zniesieniu niewolnictwa w 1834 roku na wyspę migrowali do pracy Indianie z innych obszarów Ameryki Środkowej i Południowej (do 1917 przybyło ich ok. 30 tysięcy). W drugiej połowie XIX wieku na wyspę przybyli też Azjaci (w latach 1860–1893 ok. 5 tysięcy). Jamajczycy stanowią zdecydowaną większość mieszkańców kraju. Spośród grup etnicznych czarnoskórzy stanowią 92,1% mieszkańców, ludność mieszanego pochodzenia 6,1%, a Hindusi 0,8%.

## Religia
Struktura religijna w 2015 roku:
- protestanci – 51,7%:
  - zielonoświątkowcy: 22,7%
  - adwentyści dnia siódmego: 11,9%[12]

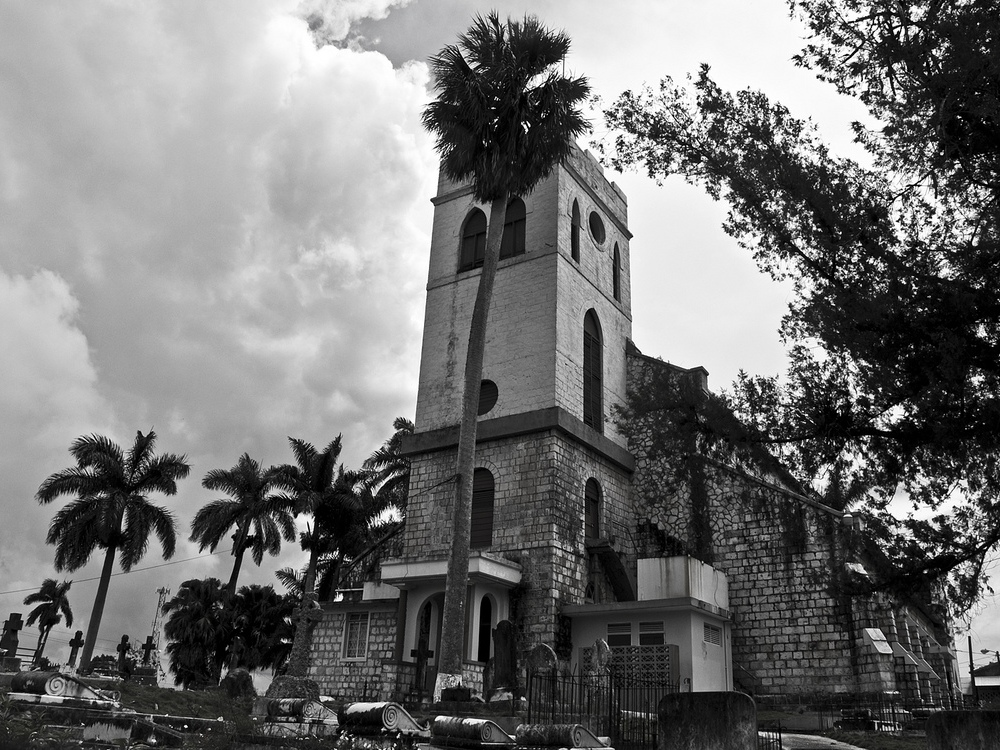
Mandeville Church w Manchester Parish – zbudowany w 1816 r.

  - pozostali (baptyści, uświęceniowcy, anglikanie, metodyści, kalwini, bracia morawscy i inni) – 17,1%
- bez religii – 21,4%
- pozostali chrześcijanie, nieokreśleni – 13,6%:
  - świadkowie Jehowy – 0,38%
- afrochrześcijanie – 10,1%
- katolicy – 2%
- hinduiści – 0,6%
- bahaiści – 0,2%.

Animistyczne wierzenia pierwotnych mieszkańców Antyli zanikły wraz z konkwistą i wymieszaniem etniczno-kulturowym resztek Indian z Europejczykami.

## Gospodarka
Ważniejsze miasta: Kingston, Montego Bay i Spanish Town. Podstawą ekonomii jest eksploatacja boksytów (Jamajka zajmuje 3. miejsce na świecie) i dochody z turystyki. Znaczenie rolnictwa zmniejsza się. Na wyspie uprawia się: trzcinę cukrową, palmę kokosową, cytrusy, kakaowiec, awokado, banany. Rozwinięty jest także przemysł spożywczy (destylarnie rumu, tytoń), papierniczy oraz hutnictwo aluminiowe.
Gospodarka Jamajki oparta jest obecnie na usługach, które stanowią 70% całego PKB kraju. Według danych Jamajskiego Urzędu Statystycznego z 2015 roku stopa bezrobocia na Jamajce wynosi około 13,2%. W 2017 roku Jamajka wyeksportowała towary za łączną kwotę 1,34 mld dolarów amerykańskich. W przeciągu pięciu lat, od 2012 do 2017 roku, eksport kraju zmniejszył się o 3,1%. Głównymi towarami eksportowymi są: aluminium (zarówno ruda, jak i środki oraz związki chemiczne na bazie glinu), alkohol oraz ziarna kawy. Towary te eksportują głównie do USA, Kanady oraz Niemiec. W tym samym roku Jamajka zaimportowała dobra za łączną sumę 5,82 mld dolarów. Głównymi towarami importowymi są ropa naftowa, samochody, oraz części elektroniczne. Towary te importowano głównie z takich krajów jak USA, Trynidad i Tobago, Chiny, Meksyk i Japonia. W 2017 roku Jamajka zanotowała ujemny bilans handlowy wynoszący 4,49 mld dolarów.

## Siły zbrojne
Siły zbrojne Jamajki (Jamaica Defense Force) są zawodowe. Składają się z trzech batalionów:
- 1st Battalion, The Jamaica Regiment (utworzony 31 lipca 1962 roku, tydzień po uzyskaniu niepodległości)
- 2nd Battalion, The Jamaica Regiment
- 3rd Battalion, The Jamaica Regiment (ochotniczy batalion rezerwowy)

Jamajka ma też batalion wsparcia, 1. pułk inżynierski (1 Engineer Regiment), siły powietrzne (Air Wing), straż przybrzeżną (Coast Guard) oraz wywiad (JDF Intelligence unit).
Głównym zadaniem JDF jest pomaganie ludności podczas kataklizmów oraz budowanie dróg i inne prace na rzecz ludności.